# Eggert Ólafsson

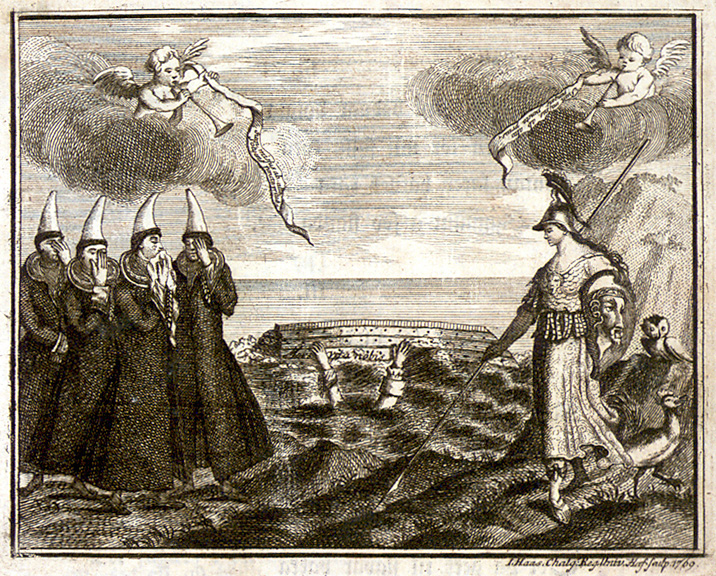
Tượng đồng điêu khắc mô tả cái chết của Eggert Ólafsson

Eggert Ólafsson (1/12/1726 - 30/5/1768) là một nhà thám hiểm, nhà văn người Iceland, và là một nhà bảo tồn ngôn ngữ Iceland. Ông cũng là người đã nỗ lực để vực dậy nền văn hóa và kinh tế Iceland.

## Tiểu sử
Ông là con trai của một nông dân từ Svefneyjar ở Breiðafjorður. Ông học ngành khoa học tự nhiên, xã hội, ngôn ngữ, luật và nông nghiệp tại Đại học Copenhagen.Ông có bằng cử nhân của Đại học Copenhagen. Năm 1772, ông xuất bản cuốn Reise igiennem Island (Du lịch ở Iceland), tập hợp các nghiên cứu về khoa học và văn hóa mà ông thực hiện trong khoảng thời gian từ 1752 đến 1757. Tới nay đây vẫn là cuốn sách tiêu biểu về Iceland và người dân ở vùng đất này.
Eggert đã viết về một loạt các chủ đề. Những bài viết giúp ông được biết đến với lập trường ủng hộ bảo tồn ngôn ngữ Iceland, thứ đã trải qua những thay đổi đáng kể kể từ thế kỷ 18.
Eggert là một người yêu nước và sùng đạo,các tác phẩm văn học của ông, chủ yếu là những bài thơ, luôn bùng cháy với sự nhiệt thành này.Ông đã sử dụng các bài viết của mình để khuấy động tinh thần yêu nước, điều mà ông cảm thấy đang suy yếu dần. Ông hy vọng sẽ vực dậy nền văn hóa và chính trị Iceland, để nó một lần nữa vươn tới vinh quang trước đây.
Ông đã thực hiện một chuyến đi nghiên cứu xung quanh Iceland với Bjarni Pálsson (người sau này trở thành Giám đốc Y tế Iceland) trong khoảng thời gian từ 1752 đến 1757.Trong chuyến đi này, họ đã đến thăm một số lượng lớn các khu vựv\c tự nhiên của Iceland và đề xuất cải thiện địa lý và cơ sở hạ tầng cho các khu vực họ đi qua.
Eggert và vợ, Ingibjorg Halldórsdóttir, bị chết đuối năm 1768 khi đang trở về nhà trong mùa đông ở Sauðlauksdalur. Thuyền của họ bị lật ở Breiðafjorður ngoài khơi bờ biển phía tây bắc của Iceland. Matthías Jochumsson đã một bài thơ "Eggert Ólafsson" nhằm tưởng niệm và vinh danh những công lao của ông. Nhà thơ lãng mạn Iceland Jónas Hallgrímsson cũng đã viết một bài thơ cho Ólafsson, có tiêu đề "Hulduljóð", tác phẩm này thậm chí còn chưa bao giờ được hoàn thành.
Theo nhà sử học Guðmundur Hálfdanarson, Eggert "thường được coi là người tiên phong của chủ nghĩa dân tộc Iceland".